# Antonio Mayandía Gómez
Antonio Mayandía Gómez (Torres de Berrellén, 13 de junio de 1860-Madrid, 17 de septiembre de 1935) fue un militar y político español que ocupó diversos cargos de responsabilidad en la dictadura de Primo de Rivera.

## Biografía
Estudió en Zaragoza y posteriormente en la Academia de Ingenieros del Ejército en Guadalajara (1876-81). Sirvió en el arma de ingenieros en distintos destinos, incluyendo como zapador en Barcelona o como responsable de fortificaciones en Ceuta antes de especializarse como pontonero y regresar a Aragón. Se recuerda su papel al mando de unidades de pontoneros en eventos como las inundaciones del río Jiloca en 1901. Llegaría a ser jefe del área de pontoneros, cuyo manual redactó. Es igualmente conocido en el arma por su preocupación por la formación de especialistas y la remediación del bajo nivel educativo con el que llegaban muchos de los reclutas dado el problema de analfabetismo de la España de principios de siglo XX.
Fue también enviado a Europa, observando los frentes de los Alpes, Danubio y oriental durante la Primera Guerra Mundial y los avances tecnológicos e industriales en Alemania y Dinamarca. Especialmente de interés para él fueron los avances en puentes, como los puentes desmontables desarrollados en Dinamarca o el cruce del Danubio en la campaña de los Balcanes. Durante estos viajes también se familiarizó con las nuevas tecnologías civiles en boga en Europa, siendo comisionado por empresa cervecera La Zaragozana para la mecanización de su fábrica. Se trataba de una iniciativa local para dar uso al excedente de cebada que producía la región, y que sería uno de los hitos del capitalismo e industrialización en Zaragoza. Mayandía también propuso una iniciativa de alcantarillado en Zaragoza en 1901, que no se ejecutó por falta de presupuesto.
Finalmente en 1921 pasó a la guerra de Marruecos, constando su servicio como pontonero en la Bocana de Mar Chica y Wad-Lau además de en las fortificaciones de Larache, Ceuta, Tetuán y Tánger y participando en acciones de combate en la Meseta de Iguerman, Yazanen y Tifasor. En 1922 fue ascendido a general de brigada y terminó obteniendo una comisión en su tierra aragonesa.

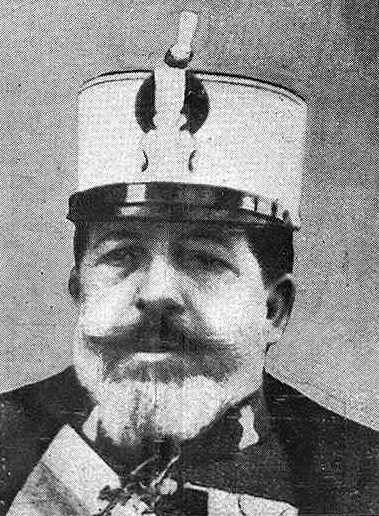
Retrato publicado a comienzos de la década de 1920

Con el advenimiento de la dictadura de Primo de Rivera, Mayandía fue nombrado parte del directorio militar que tomó el poder en septiembre de 1923. Considerado cercano a sus orígenes aragoneses, fue vocal por la V Región Militar y promotor de proyectos como el campo de Maniobras de San Gregorio y la Academia General Militar de Zaragoza. En cambio se le ha adscrito una posición moderada entre las facciones existentes dentro de las fuerzas armadas (africanistas vs junteros), participando poco en esos debates políticos. Ocupó un papel tecnocrático en el área de Fomento, recordándose el Proyecto Mayandía, un intento de armonizar la normativa de ferrocarriles, y su resolución de un conflicto del Canal de Isabel II relativo al abastecimiento de agua a Madrid.
La creación del directorio civil en diciembre de 1925 lo reubicó como director general de Ferrocarriles. Siguió siendo un político muy vinculado a Aragón, recordándose su papel como defensor de infraestructuras como los ferrocarriles Teruel-Alcañiz y del Canfranc o la N-122. Fue elegido diputado en 1927-1928. Era miembro honorario de instituciones como la Real Sociedad Económica Aragonesa de Amigos del País y otras instituciones ilustradas de Zaragoza, hijo adoptivo de localidades turolenses y oscenses cuyos ferrocarriles promovió, así como del Campo de Borja, en el que residía su hermana y en el que promovió un puente en Gallur y el intento de devolver el estatus de colegiata a Santa María.
La llegada de la Segunda República Española supuso su encarcelación en 1931 por su participación en la dictadura previa, bajo el delito de alta traición, aunque fue liberado en 1934 y readmitido en el ejército. Falleció en 1935.